# Giovanni Gronchi
Giovanni Gronchi (ur. 10 września 1887 w Pontederze, zm. 17 października 1978 w Rzymie) – włoski polityk, przewodniczący Izby Deputowanych (1948–1955), prezydent Republiki Włoskiej w latach 1955–1962.

## Życiorys
Działał w ruchu chrześcijańskim założonym przez księdza Romola Murriego. Pracował jako wykładowca literatury na uniwersytetach w Parmie, Bergamo i innych. W 1919 znalazł się wśród założycieli zainicjowanej przez Luigiego Sturzo Włoskiej Partii Ludowej. Był deputowanym i od 1922 sekretarzem stanu w resorcie przemysłu i handlu w gabinecie Benita Mussoliniego. Ustąpił w 1923, gdy ludowcy sprzeciwili się współpracy z faszystami. W 1926 utracił mandat poselski, wycofał się z życia publicznego, zajął się działalnością naukową i przemysłową.
Do polityki powrócił po upadku reżimu. W 1944 objął urząd ministra przemysłu i handlu. W 1946 został deputowanym do konstytuanty, przewodniczył grupie Chrześcijańskiej Demokracji. Dwa lata później uzyskał mandat posła do Izby Deputowanych I kadencji. Został jej przewodniczącym, funkcję tę pełnił także w trakcie II kadencji (od 1953).
Od 11 maja 1955 do 11 maja 1962 sprawował urząd prezydenta Republiki Włoskiej. Po zakończeniu kadencji zasiadł w Senacie jako senator dożywotni.

## Odznaczenia
- Wielki Mistrz Orderu Zasługi Republiki Włoskiej – ex officio (1955–1962)
- Wielki Mistrz Orderu Wojskowego Włoch – ex officio (1956–1962)
- Wielki Mistrz Orderu Zasługi za Pracę – ex officio (1955–1962)
- Wielki Mistrz Orderu Gwiazdy Solidarności Włoskiej – ex officio (1955–1962)
- Medaglia d’oro ai benemeriti della scuola della cultura e dell’arte – 1965[1]
- Order Najwyższy Chrystusa (1959, Watykan)[2]